# مرتع‌داری

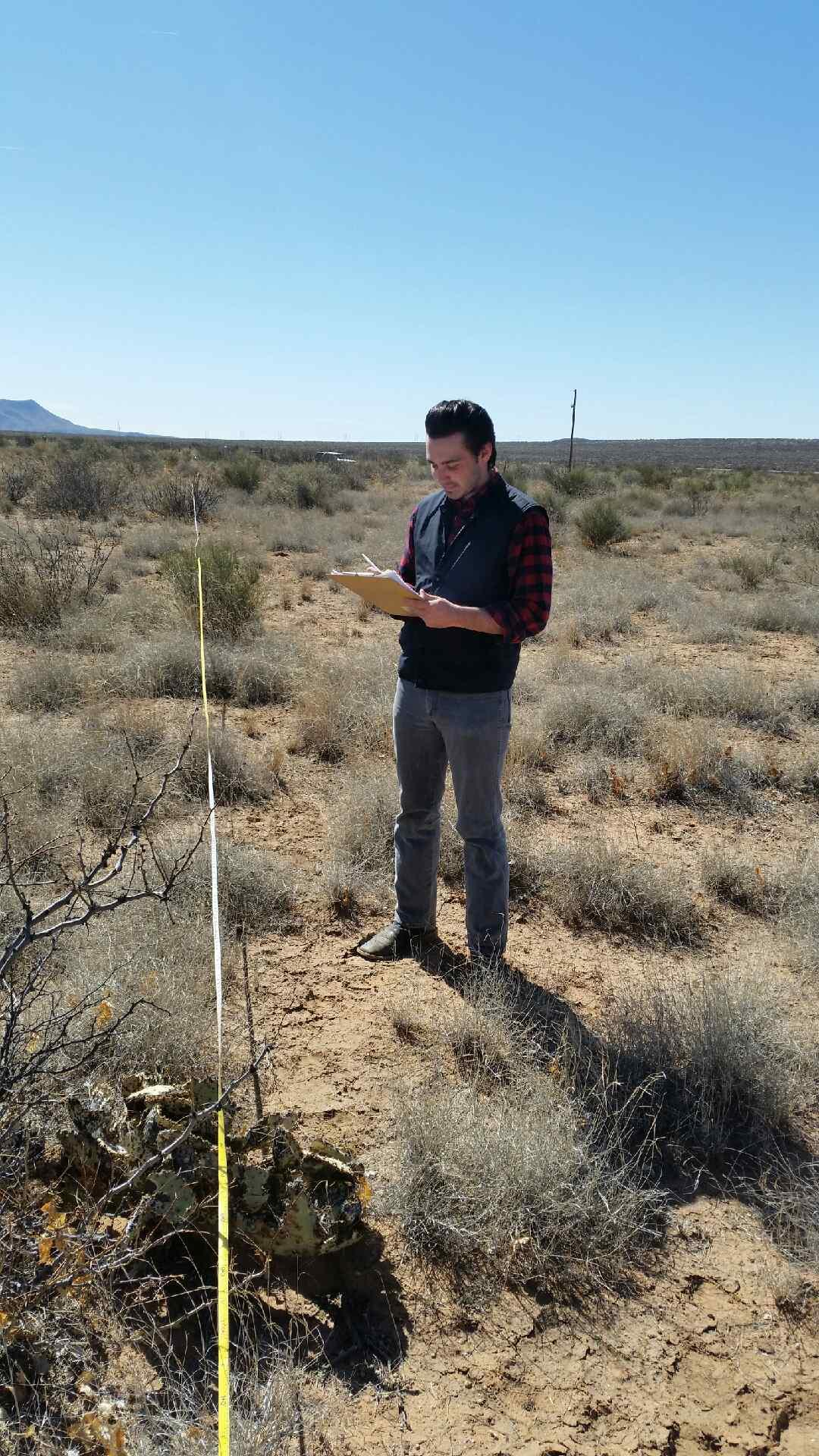
دستیار پژوهشی دانش‌آموخته رشته مدیریت مرتع در حال ثبت داده‌های رهگیری نقطه در مراتع جنوب مکزیک نیو

مرتع‌داری (همچنین مدیریت مرتع، مرتع‌شناسی یا مدیریت زمین‌های خشک) یک علم طبیعی است که حول محور مطالعه مراتع و «حفاظت و مدیریت پایدار [سرزمین‌های خشک] به نفع جوامع کنونی و نسل‌های آینده است». مدیریت مرتع توسط Holechek و همکاران تعریف شده است. به عنوان «دستکاری اجزای مرتع برای دستیابی به ترکیب بهینه خدمات بوم‌سازگان برای جامعه به صورت پایدار». سازمان ملل متحد سال ۲۰۲۶ را به عنوان سال بین‌المللی مراتع و دامداران اعلام کرده است و سازمان غذا و کشاورزی این ابتکار را رهبری می‌کند.

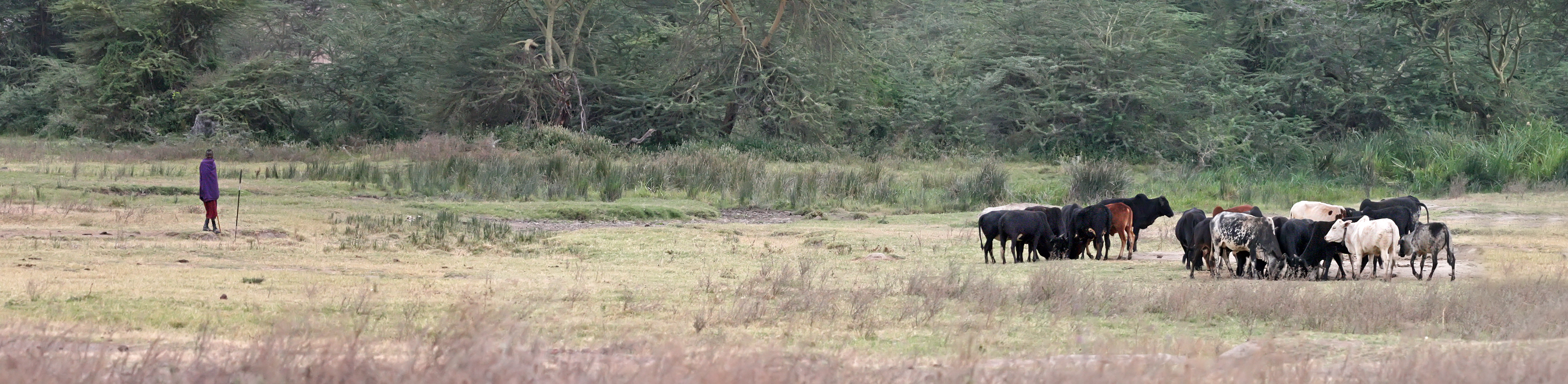
مرد ماسایی در حال گله‌داری گاو